# GSAT-29
O GSAT-29 é um satélite de comunicação geoestacionário indiano que está localizado na posição orbital de 55 graus de longitude leste. Ele foi construído pela Organização Indiana de Pesquisa Espacial (ISRO) e é operado pela Indian National Satellite System (INSAT). O satélite foi baseado na plataforma I-3K (I-3000) Bus e sua expectativa de vida útil é de 10 anos.

## Lançamento
O satélite foi lançado com sucesso ao espaço em 17 de dezembro de 2020, por meio de um veículo PSLV-XL, a partir do Centro Espacial de Satish Dhawan, na Índia. Ele tinha uma massa de lançamento de 3.423  kg.